# Философские энциклопедии и словари
Филосо́фская энциклопе́дия — справочное издание, содержащие свод важнейших сведений по философии и её отраслям.
Филосо́фский слова́рь — 1) энциклопедия философских терминов; 2) философская энциклопедия, построенная по алфавитному принципу.

## Разновидности философских энциклопедий и словарей
| по способу построения                                                                    | по содержанию                       | по носителю                |
| ---------------------------------------------------------------------------------------- | ----------------------------------- | -------------------------- |
| 1. систематические, 2. алфавитные (словари) 3. комбинированные (систематико-алфавитные). | 1. общего характера. 2. специальные | 1. бумажные 2. электронные |

Специальные философские энциклопедии:
- по отраслям философии;
- по странам и регионам;
- по периодам;
- по философским направлениям;
- биобиблиографические словари философов.

Специальные философские словари:
- словари к сочинениям отдельных философов;
- межъязычные словари эквивалентов философских терминов.

Особой разновидностью электронных философских словарей и энциклопедий являются онлайновые.

## Энциклопедии и словари античности, Средних веков и раннего Нового времени
| Время                     | Автор (составитель)                     | Заглавие и характеристика                                                                       | Язык         | Оригинальное заглавие и издания |
| ------------------------- | --------------------------------------- | ----------------------------------------------------------------------------------------------- | ------------ | --- |
| IV век до н. э.           | Аристотель                              | Метафизика. Книга 5 (философский словарь)                                                       | др.-греч.    | др.-греч. "Περὶ τῶν ποσαχῶς λεγομένων ἢ κατὰ πρόσθεσιν α" (предположительно по Диогену Лаэртскому)                                                          |
| 1-я половина III века     | Диоген Лаэртский                        | «О жизни, учениях и изречениях знаменитых философов» в 10 книгах                                | др.-греч.    | Без заглавия, заглавие в изданиях с 1457 |
| Середина VI века          | Исихий Милетский                        | «Компендиум жизнеописаний философов»                                                            | греч.        | лат. заглавие «Onomatalogus sive Compendium de vitis philosophorum»                                                                                         |
| 1-я половина IX века      | Аноним                                  | Дополнение и переработка предыдущего в алфавитный словарь                                       | греч.        | |
| X век                     | Исаак Израэли                           | «Книга определений и описаний»                                                                  | араб. ‎       | «Kitab al-Hudud wal Rusum» |
| 2-я половина X века       | Аноним                                  | Лексикон Суида (Суда; философские статьи)                                                       | греч.        | «Suida» |
| 1-я половина XI века      | Ибн Сина                                | «Книга исцеления»                                                                               | араб. ‎       | «Kitab al-Shifa» |
| 1-я половина XI века      | Ибн Сина                                | «Книга определений»                                                                             | араб. ‎       | «Kitab al-Hudud» |
| 2-я половина XIII века    | Фома Аквинский                          | «Сумма философии» («Сумма против язычников»)                                                    | лат.         | Summa philosophiae (Summa contra gentiles) |
| 1-я четверть XIV века (?) | Аноним (Франция?)                       | «Компендиум философии»                                                                          | лат.         | «Compendium philosophiae» (опубл. 1936) |
|                           | Моисей бен Соломон из Салерно (Италия)  | «Еврейско-итальянский философский словарь»                                                      | ивр. ‎, итал. | Moseh ben Selomoh. Un glossario filosofico ebraico-italiano del XIII secolo. Roma, 1969.                                                                    |
| 1496?                     | Грегор Рейш (исповедник Максимилиана I) | «Философская жемчужина» в 12 частях (натурфилософия, логика, психология, этика.                 | лат.         | Reisch G. Margarita philosoohica. S. 1. [Hdlb.?], s. a. [1496?]; Basilea, 1503; Strasburg, 1504; ряд переизданий в XVI веке.                                |
| 1582—1585                 | Джованни Баттиста Бернарде (венецианец) | «Семинарий, или Лексикон в трёх томах с индексами по философии Платона, перипатетиков, стоиков» | лат.         | Bernardus Joannis Baptista. Seminarium siue Lexicon triplex atque indices in philosophiam Platonicam, peripateticam, stoicam". Vol. 1-3. Venetiis, 1582-85. |

## Зарубежные энциклопедии и словари Нового времени и современности

### Энциклопедии и словари XVII века
Все энциклопедии и словари — латинские.
| Энциклопедия                                                           | Оригинальное заглавие |
| ---------------------------------------------------------------------- | --- |
| Бурхарди Н. Философский реперторий.                                    | Burchardi N. Repertorium philosophicum. Lpz., 1610.                                                                       |
| Шастенье А. Л. Синопсис философских и теологических определений.       | Chasteigner Н. L. Celebriorum distinctionum turn philosophicarum turn theologicarum synopsis. Augustoriti Pictonum, 1612. |
| Гоклениус Р. Философский лексикон                                      | Goclenius R. Lexicon philosophicum. Francofurti, 1613.                                                                    |
| Альштед И. Г. Философский компендиум.                                  | Alsted J. Н. Compendium philosophicum. Herbornae Nassoviorum, 1626.                                                       |
| Реб Г. Философские определения.                                        | Reeb’s Distinctiones philosophicae. Ingolstadii, 1629.                                                                    |
| Микраэлиус И. Лексикон философских терминов, употребляемых философами. | Micraelius J. Lexicon philosophicum terminorum philosophis usitatorum. Jenae, 1653.                                       |
| Шерцер И. А. Путеводитель или философский справочник в четырёх частях. | Scherzer J. А. [A. о.]. Vade mecum, sive Manuale philosophicum quadripartitum. P. 1-4. Lipsiae, 1658.                     |
| Фолькмар Г. Философский словарь.                                       | Voickmar Н. Dictionarium philosophicum. Giessen, 1676.                                                                    |
| Шовен Э. Лексикон, или Сокровищница философии в алфавитном порядке.    | Chauvin E. Lexicon rationale, sive Thesaurus philosophicus ordine alphabetico digestus. Rotterdam, 1692.                  |

### Наиболее значительные энциклопедии и словари XVIII века
| Энциклопедия                                                              | Язык   | Оригинальное заглавие |
| ------------------------------------------------------------------------- | ------ | --- |
| Баумейстер Ф. Х. Философские определения                                  | лат.   | Baumeister F. С. Philosophia definitiva, hoc est definiciones philosophicae. Vitembergae, 1735.                                                                  |
| Баумейстер Ф. Х. Определения противоречий в современной философии.        | лат.   | Baumeister F. С. Philosophia recens controversa complexa definitiones theoremata et questiones nostra aetate in controversiam vocatas. Lipsiae — Gorlicii, 1738. |
| Хюбнер И. Г. Краткий философский лексикон. (Первый на европейском языке.) | нем.   | J. Н. Hubner. Compendieuses lexicon philosophicum. Frankfurt — Lpz., 1715.                                                                                       |
| Плексиакус. Философский лексикон.                                         | лат.   | Plexiacus. Lexicon philosophicum. Hagae, 1716. |
| Вальх И. Г. Философский лексикон.                                         | (нем.) | Walch J. G. Philosophisches Lexicon. Lpz., 1726 |
| Вольтер. Карманный философский словарь.                                   | фр.    | Voltaire. Dictionnaire philosophique portatif. Londres [фактически Genève], 1764 (многократныео переиздания).                                                    |
| [Шодон Л. М.] Антифилософский словарь.                                    | фр.    | Chaudon L. М. Dictionnaire antiphilosophique. Avignon, 1767. |
| [Шведио Ф. К.] Философский словарь. Т. 1-4.                               | англ.  | [Swédiauer F. X.] The philosophical dictionary. Vol. 1-4. [L.], 1786.                                                                                            |
| Маймон С. Философский словарь.                                            | нем.   | Maimon S. Philosophisches Wörterbuch. В., 1791 |
| Меллин Г. С. А. Энциклопедический словарь критической философии. Т. 1-6.  | нем.   | Mellin G. S. A. Encyclopädisches Wörterbuch der kritischen Philosophic. Bd 1-6. Züllichau — Lpz. — Jena, 1797—1804.                                              |

### Наиболее значительные энциклопедии и словари XIX века
| Страна         | Энциклопедия                                                                      | Оригинальное заглавие |
| -------------- | --------------------------------------------------------------------------------- | --- |
| Германия       | Круг В. Т. Всеобщий словарь философских наук с их литературой и историей. Т. 1-5. | Krug W. Т. Allgemeines Handwörterbuch der philosophischen Wissenschaften, nebst ihrer Literatur und Geschichte. Bd 1-5. Lpz., 1827-29. |
| Франция        | Словарь философских наук / Под ред. А. Франка. Т. 1-6.                            | Dictionnaire des sciences philosophiques. Sous la dir. A. Franck. Vol. 1-6. P., 1844-52.                                               |
| Великобритания | Флеминг У. Словарь по философии.                                                  | Fleming W. The vocabulary of philosophy, mental, moral and metaphysical. L. — Glasgow, 1857                                            |
| Германия       | Кирхнер Ф. Словарь основных философских понятий.                                  | Kirchner F. Wörterbuch der philosophischen Grundbegriffe. Hdlb., 1886.                                                                 |
| Германия       | Эйслер Р. Словарь философских понятий и выражений. Вып. 1-8.                      | Eisler R. Wörterbuch der philosophischen Begriffe und Ausdrücke. Lfg. 1-8. В., 1899.                                                   |

### Наиболее значительные энциклопедии и словари XX—XXI вв.
Помимо других, в XX—XXI вв. создано несколько фундаментальных философских энциклопедий: четырёхтомная итальянская «Философская энциклопедия», международная «Энциклопедия по философии» на английском языке в 10 томах, пятитомная советская «Философская энциклопедия», международный «Исторический словарь по философии» на немецком языке в 12 томах, международная «Раутледжская энциклопедия по философии» на английском языке в 10 томах.
| Страна               | Энциклопедия                                                                                   | Оригинальное заглавие |
| -------------------- | ---------------------------------------------------------------------------------------------- | --- |
| Австралия            | Гоулд Л. Г. Марксистский словарь                                                               | Gould L. Н. Marxist glossary. Sydney, 1946. |
| Аргентина            | Буайе П. Г. Краткий словарь по философии                                                       | Boyer Р. Н. Diccionario breve de filosofia. В. Aires, 1962 |
| Аргентина            | Философский словарь / Под ред. И. Килеса и Х. Рея Пастора.                                     | Diccionario filosofico. Dir. 1. Quiles у J. Rey Pastor. B. Aires, 1952 |
| Аргентина            | Малый словарь по философии. Ч. 1—2.                                                            | Pequeño diccionario de filosofía. P. 1-2. В. Aires, Centurion, 1947 |
| Аргентина            | Руис Морено М. Т. Философский словарь.                                                         | Ruiz Могепо М. Т. Vocabulario filosofico. В. Aires, 1941. |
| Египет               | Вахба Мурад, Карам Юсеф, Шлала Юсеф. Арабо-англо-французский философский словарь               | аль-Муджам аль-Фалсафи араби-инджлизи-фаранси. Каир, 1971. |
| Бельгия              | Гротен И., Стенберген Г. И. Философский лексикон.                                              | Grooten J., Steenbergen G. J. Filosofisch lexicon. Antw. — Amst., 1958. |
| Бразилия             | Лопис ди Матус К. Философский словарь.                                                         | Lopes de Mattos С. Vocabulário filosófico. São Paulo, 1957. |
| Бразилия             | Суарис О. Словарь по философии Т. 1.                                                           | Scares O. Dicionariode filosofia. Vol. 1: A — D. Rio de J., 1952. |
| Великобритания, США  | Энциклопедия по философии / Гл. ред. П. Эдвардс. Т. 1—8                                        | Encyclopedia of philosophy / P. Edwards, ed. in chief. Vol. 1—8. N. Y. — L., 1967. |
| Великобритания, США  | Энциклопедия по философии. 2-е изд. / Гл. ред. Д. М. Борчерт. Т. 1—10                          | Donald M. Borchert (editor in chief). Encyclopedia of philosophy. — 2nd ed. — New York: Thomson Gale, 2006. — Т. 1—10. — ISBN 0-02-865780-2. |
| Великобритания, США  | Раутледжская энциклопедия по философии. / Гл. ред. Э. Крейг. Т. 1—10                           | Edward Craig (editor in chief). Routledge Encyclopedia of Philosophy. — L. — N. Y.: Routledge, 1998. — Т. 1—10. — 8680 с. — ISBN 978-0-415-07310-3. |
| Венгрия              | Малый философский словарь.                                                                     | Filozofiai kislexikon. Bdpst., 1964; 3 kiad., Bdpst., 1973. |
| ГДР                  | Бур М., Козинг А. Малый словарь по марксистско-ленинской философии.                            | Buhr М., Kosing A. Kleines Wörterbuch der marxistisch-leninistischen Philosophie. B., 1966, 2 Aufl., 1974. |
| ГДР                  | Философский словарь / Под ред. Г. Клауса и М. Бура. Т. 1—2.                                    | Philosophisches Wörterbuch. Hrsg. von G. Klaus und М. Buhr. Lpz., 1964; II Aufl. Bd 1-2. Lpz., 1975. |
| Дания                | Ханнеборг Б. и К. Философский словарь.                                                         | Hanneborg В. og К. Filosofisk ordbog. Kbh., 1971. |
| Индия                | Словарь [санскрит-английских] философских терминов.                                            | A glossary of philosophical terms. Madras, Timmalai — Tirupati, 1941. |
| Испания              | Конде Обрегон Р. Энциклопедия по философии.                                                    | Conde Obregón R. Enciclopedia de la filosofía. Barcelona, 1961. |
| Испания              | Руберт Кандау Х. М. Словарь-справочник по философии.                                           | Rubert Candau J. М. Diccionario manual de filosofía. Madrid, 1946. |
| Испания              | Сарагуэта Бенгоэчеа Х. Философский словарь.                                                    | Zaragüeta Bengoechea J. Vocabulario filosófico. Madrid, 1955. |
| Италия               | «Философская энциклопедия», изданная Центром философских исследований Галларате. Т 1—4         | Enciclopedia filosofica. Vol. 1—4. Venezia-Roma, 1957-58. |
| Италия               | Аббаньяно Н. Словарь по философии.                                                             | Abbagnano N. Dizionario di filosofia. Torino, 1961; 2 ed., Torino, 1971. |
| Италия               | Канторо У. Философский словарь.                                                                | Cantoro U. Vocabolario filosofico. Bologna, 1956. |
| Италия               | Словарь по философии / Под ред. А. Бираги.                                                     | Dizionario di filosofia, a cura di A. Biraghi. Mil., 1957. |
| Италия               | Ламанна Э. П., Адорно Ф. Словарь философских терминов.                                         | Lamanna E. P., Adorno F. Dizionario di termini filosofici. Firenze, 1951; 17 ed. Firenze, 1969. |
| Италия               | Морселли Э. Малый философский словарь.                                                         | Morselli E. Piccolo dizionario filosofico. Mil., 1939. |
| Италия               | Плебе А. Термины современной философии                                                         | Plebe A. Termini della filosofia contemporanea. Roma, 1966 |
| Италия               | Ранцоли Ч. Словарь по философским наукам                                                       | Ranzoli С. Dizionario di scienze filosofiche. Ml., 1905; 6 ed., Mil., 1963. |
| Италия               | Ротта П. Философский словарик.                                                                 | Rotta P. Dizionarietto filosofico. Mil., 1946. |
| Италия               | Семприни Дж. Малый словарь философской и научной культуры.                                     | Semprini G. Piccolo dizionario di cultura filosofica. Mil., 1931. |
| Италия               | Семприни Дж. Новый словарь философской и научной культуры.                                     | Semprini G.Nuovo dizionario di cultura rilosofica e scientifica. Torino, 1952. |
| Мексика              | Ферратер Мора Х. Словарь по философии                                                          | Ferrater Mora J. Diccionario de filosofía. Méx., 1941; 4 ed., B. Aires, 1958. |
| Мексика              | Пальярес Э. Словарь по философии                                                               | Pallares E. Diccionario de filosofía. Méx., 1964. |
| Нидерланды           | Баллестрем К. Русская философская терминология (русско-англо-немецко-французский словарь).     | Ballestrem К. Russian philosophical terminology. Dordrecht, 1964. |
| Нидерланды           | Философская и психологическая энциклопедия [издательства] Эльзевира                            | Elseviers filosofische en psychologische encyclopedie. Amst., 1970. |
| Нидерланды           | Малая философская и психологическая энциклопедия [издательства] Эльзевира                      | Elseviers kleine filosofische en psychologische encyclopedie. Amst., 1960. |
| Румыния              | Малый философский словарь                                                                      | Mic dicţionar rilosófic. Buc., 1969; 2 ed., Buc., 1973. |
| США                  | Словарь по философии / Под ред. Д. Д. Рунса                                                    | Dictionary of philosophy. Ed. by D. D. Runes. N. Y., 1942. |
| США и Великобритания | Словарь по философии и психологии / Под ред. Дж. М. Болдуинаю Тт. 1-3.                         | Dictionary of philosophy and psychology. Ed. by J. М. Baldwin. Vol. 1-3. N. Y., 1901—1905; Vol. 1-2, Gloucester, 1957. |
| США и Великобритания | Питере Ф. Греческие философские термины. Исторический лексикон                                 | Peters F. Greek philosophical terms. A historical lexicon. N. Y. — L., 1967. |
| США и Великобритания | Краткая энциклопедия по западной философии и философам / Под ред. Дж. О. Урмсона.              | The concise encyclopaedia of Western philosophy and philosophers. Ed. J. О. Urmson, N. Y., 1975; L., 1967. |
| Турция               | Чан-кы М. Н. Большой философский словарь. Чч. 1—3.                                             | Çanki М. N. Büyük felsefe lûgati. C. 1-3. Ist., 1954-58. |
| Турция               | Сена О. Большая философская энциклопедия. Тт. 1-2.                                             | Ongun Cemil Sena. Büyük filozoflar ansikiopedisi. C. 1—2. Ist., 1957-59. |
| Франция              | Кювилье А. Новый философский словарь                                                           | CuviIlier A. Nouveau vocabulaire philosophique. P., 1956. |
| Франция              | Фулькие П. Словарь философского языка                                                          | Foulquié P. Dictionnaire dela langue philosophique. P., 1962. |
| Франция              | Гобло Э. Философский словарь                                                                   | Goblot Е. Le vocabulaire philosophique. P., 1901; 7 éd., 1938. |
| Франция              | Жоливе Р. Словарь по философии.                                                                | Jolivet R. Vocabulaire de la philosophie. Lyon, 1942; 4 éd. Lyon, 1957. |
| Франция              | Лаланд А. Специальный критический словарь по философии.                                        | Lalande A. Vocabulaire technique et critique de la philosophie Fasc. 1-21. P., 1902—1912; 11 éd., P., 1972. |
| Франция              | Легран Ж. Словарь по философии                                                                 | Legrand G. Dictionnaire de philosophie. P., 1973. |
| ФРГ                  | Малый философский словарь (издательства) Хердера / Под ред. М. Мюллера и А. Хальдера.          | Herders kleines philosophisches Wörterbuch. Hrsg. von М. Müller und A. Halder. Freiburg, 1958. |
| ФРГ                  | Мецке Э. Лексикон по философии                                                                 | Metzke Е. Handlexikon der Philosophie. Hdlb., 1948. |
| ФРГ                  | Нойхойзлер А. Основные понятия философского языка                                              | Neuhausler A. Grundbegriffe der philosophischen Sprache. Münch., 1963. |
| ФРГ                  | Шмидт Г. Философский словарь.                                                                  | Schmidt Н. Philosophisches Wörterbuch. Lpz., 1912; 19 Aufl., neu bearb. von G. Schischkoff, Stuttg., 1974; Пер. на рус. яз.: Философский словарь. М., 1961.                                                                                              |
| ФРГ                  | Философский словарь / Под ред. В. Бруггера.                                                    | Philosophisches Wörterbuch. Hrsg. von W. Brugger. W., 1948; 13 Aufl., Freiburg, 1967. |
| ФРГ                  | Словарь философских понятий / Под ред. И. Хофмейстера.                                         | Wörterbuch der philosophischen Begriffe. Hrsg. von J. Hoffmeister. Lpz., 1944; 2 Aufl., Hamb., 1955. |
| ФРГ                  | Марксистско-ленинский словарь по философии / Под ред. Г. Клауса и М. Бура. Тт. 1-3.            | [«Marxistisch-leninistisches Wörterbuch der Philosophic», hrsg. von G. Klaus und М. Buhr, Bd 1-3, Reinbek (bei Hamb.), 1972]. |
| Чехословакия         | Блатна-Оралкова Л. Чешско-русский и русско-чешский словарь по философии и марксизму-ленинизму. | Blatná-Orálkova L. Česko-ruský a rusko-český slovnik z oboru filosofie a marxismu-leninismu. Praha, 1958. |
| Чехословакия         | Краткий философский словарь                                                                    | Stručný filosoficky slovnik. Praha, 1966. |
| Швейцария            | Исторический словарь по философии / Ред. И. Риттер, К. Грюндер, Г. Габлиэль. Т. 1-12—.         | Historisches Wörterbuch der Philosophie: Völlig neubearbeitete Ausgabe des Wörterbuchs der philosophischen Begriffe von Rudolf Eisler / Hrsg. von J. Ritter, K. Gründer, G. Gabriel. Bd 1-12—. Basel; Stuttgart: Schwabe, 1971—2005—. ISBN 3-7965-0115-X |
| Швеция               | Альберг А. Философский лексикон.                                                               | Ahiberg A. Filosofiskt lexikon. Stockh., 1925; 4 uppi. Stockh., 1963. |
| Югославия            | Философский словарь / Гл. ред. В. Филипович.                                                   | Filozofijski rječnik. Gl. ured. V. Filipović. Zagreb, 1965. |
| Югославия            | Грлич Д. Лексикон философа.                                                                    | Griic D. Leksikon filozofa. Zagreb, 1968. |
| Япония               | Ямадзаки Масакадзу, Итакава Хироси. Современный философский словарь.                           | Гэндай тэцугаку дзитэн. Токио, 1970. |
| Япония               | Мори Коити. Философский словарь.                                                               | Тэцугаку дзитэн. Токио, 1971. |

#### Биографические и биобиблиографические энциклопедии и словари XX века
| Страна    | Энциклопедия                                                    | Оригинальное заглавие                                                                       |
| --------- | --------------------------------------------------------------- | ------------------------------------------------------------------------------------------- |
| США       | Томас Г. Биографическая энциклопедия по философии.              | Thomas Н. Biographical encyclopedia of philosophy. N. Y., 1965.                             |
| Швейцария | Декуртинс К. Малый словарь философов.                           | Decurtins С. Kleines Philosophen-lexikon. Affoltern am Albis, 1952.                         |
| Франция   | Словарь философов.                                              | Dictionnaire des philosophes. P., 1962.                                                     |
| Германия  | Эйслер Р. Лексикон философов. Жизнь, труды и учения мыслителей. | Eisler R. Philosophenlexikon. Leben, Werke und Lehren der Denker. B., 1912; Würzburg, 1972. |
| США       | Кьернан Т. Кто есть кто в истории философии.                    | Kiernan Т. Who’s who in the history of philosophy. N. Y., 1965.                             |
| ГДР       | Цигенфус В., Юнг Г. словарь философов. Тт. 1-2.                 | Ziegenfuss W., Jung G. Philosophen-Lexikon. Bd 1-2. В., 1949-50.                            |

## Энциклопедии России, СССР, СНГ

### Словари XVIII—XX века
| Место издания      | Словарь |
| ------------------ | --- |
| Российская империя | Теплов Г. Н. Объявления слов, которые в философской материи по необходимости приняты // Знания, касающиеся вообще до философии для пользы тех, которые о сей материи чужестранных книг читать не могут. Кн. 1. СПб., 1751 |
| Российская империя | Галич А. И. Опыт философского словаря // Истории философских систем. Кн. 2. СПб., 1819. С. 300—340 |
| Российская империя | Гогоцкий С. С. Философский лексикон. Т. 1—4. Киев, 1857—1873 |
| Российская империя | Гогоцкий С. С. Философский словарь, или Краткое объяснение философских и других научных выражений, встречающихся в истории философии. Киев, 1876                                                                          |
| Российская империя | Философский словарь логики, психологии, этики, эстетики и истории философии / Под ред. Э. Л. Радлова Вып. 1—2. СПб.: Издательство Брокгауза-Ефрона, 1904                                                                  |
| Российская империя | Народная энциклопедия научных и прикладных знаний. Т. 9 (Философия и педагогика). М.: Изд-во И. Д. Сытина, 1911 |
| СССР               | Ищенко Т. С. Краткий философский словарь. М., 1930; 2-е изд. М., 1931 |
| СССР               | Краткий философский словарь / Под ред. М. М. Розенталя и П. Ф. Юдина. М., 1939 |
| СССР               | Философский словарь / Под ред. М. М. Розенталя. М., 1963; 2-е изд. М., 1972 |
| СССР               | Краткий словарь по философии / Под общей ред. И. В. Блауберга и др. М., 1966; 2-е изд. М., 1970 |
| СССР               | Нуруллаев Р. Н. Словарь философских терминов. Баку, 1959 |
| СССР               | Аманалиев Б. Русско-киргизский словарь философских терминов. Фр., 1967 |
| СССР               | Завтур А. А. Дикционар филозофик експликатив. Кишинэу, 1968 |
| СССР               | Асимов М., Бачаев М., Диноршоев М. Русско-таджикский терминологический философский словарь. Душанбе, 1966 |
| СССР               | Философиядан қисқача луғат / Под ред. М. М. Хайруллаева. Ташкент, 1973 |
| СССР               | Філософський словник / Под ред. В. Шинкарука. Київ, 1973 |

### Энциклопедии
| Место издания | Энциклопедия | |
| ------------- | --- | --- |
| СССР          | Философская энциклопедия / Гл. ред. Ф. В. Константинов. Т. 1—5. М., 1960—1970                                                        | Философская энциклопедия / Гл. ред. Ф. В. Константинов. Т. 1—5. М., 1960—1970                                                        |
| Россия        | Новая философская энциклопедия: В 4-х тт. — М.: Мысль, 2000. ISBN 5-244-00961-3                                                      | Новая философская энциклопедия: В 4-х тт. — М.: Мысль, 2000. ISBN 5-244-00961-3                                                      |
| Россия        | Русская философия. Энциклопедия / Под общей редакцией М.А. Маслина. Сост. П.П. Апрышко, А.П. Поляков. 2-изд, дораб. и доп., М., 2014 | Русская философия. Энциклопедия / Под общей редакцией М.А. Маслина. Сост. П.П. Апрышко, А.П. Поляков. 2-изд, дораб. и доп., М., 2014 |

### Современные словари
- Ильин И. П. Постмодернизм: Словарь терминов. — М.: ИНИОН РАН-INTRADA, 2001. — 344 с. — ISBN 5-87604-044-4.
- Кириленко Г. Г., Шевцов Е. В. Краткий философский словарь. — М: Слово, АСТ, 2002. — 480 с. — ISBN 5-8123-0089-5, ISBN 5-17-013237-9.
- Зайцева З. Н. Немецко-русский и русско-немецкий философский словарь. — М.: Издательство МГУ, 1998. — 320 с. — ISBN 5-211-03435-X
- Философский словарь. — М.: Республика, 2002 (2001?). — 720 с. — ISBN 5-250-02742-3
- История философии. Энциклопедия. — Минск: Книжный Дом, Интерпрессервис, 2002. — 1376 стр. — ISBN 985-6656-20-6, ISBN 985-428-461-1
- Новая философская энциклопедия: В 4-х тт. М.: Мысль, 2000. ISBN 5-244-00961-3.
- Новейший философский словарь. — Изд. 2-е, пер. и доп. — Минск: Интерпрессервис, Книжный дом, 2003. — 1280 с. — ISBN 985-428-636-3, ISBN 985-6656-06-0.
- Краткий философский словарь / Ред. Алексеев А. П. — Б. м.: Проспект, 2006. — Изд. 2-е. — 492 с. — ISBN 5-98032-320-1.
- Философский словарь / Мирошниченко В. Н., Остапенко Л. В., Шахова Э. В. — 2004. — 560 с. — ISBN 5-222-03942-0
- Философский словарь Владимира Соловьёва. — [М.]: Феникс, 1997. — 464 с. — ISBN 5-222-00166-0
- Современный философский словарь. — [СПб.]: Академический проект, 2004. — 864 с. — ISBN 5-8291-0364-8
- Философия права: Краткий словарь / Бачинин В. А., Сальников В. П. — 2001. — ISBN 5-8114-0283-X.
- Русская философия: Словарь/ Под ред. М. А. Маслина. — М.: Республика, 1995. — 655 с. — ISBN 5-250-02336-3.
- Современная западная философия: Словарь / Под редакцией: Малахова В. С., Филатова В. П. — М.: ТОН-Острожье, 1998. — 544 с. — ISBN 5-86095-107-8
- Русская философия: Малый энциклопедический словарь. — М.: Наука, 1995. — 624 c. — ISBN 5-02-013025-7
- Философский энциклопедический словарь / Губский Е. Ф., Кораблева Г. В., Лутченко В. А. — М.: Инфра-М, 1997. — 576 с. — ISBN 5-86225-403-X
- Энциклопедия эпистемологии и философии науки. — М.: «КАНОН+», 2009. — 1248с.

## Онлайновыеэнциклопедии и словари

### Русские
- Электронные версии бумажных словарей
  - Философский энциклопедический словарь. — М.: Советская энциклопедия, 1983.— 840 с. — на сайте Руниверс
  - Л.В.Блинников. Краткий словарь философских персоналий на портале «Философия в России» (попадает под реконструкцию сайта)
  - Философский словарь на сайте Народ.ру
  - Философский энциклопедический словарь на Рубриконе (платный)
  - История философии: Энциклопедия. Минск, 2002. Составитель и главн. научный редактор А. А. Грицанов. (архивная версия с сайта velikanov.ru, [web.archive.org/web/20090525081109/yanko.lib.ru/books/encycl/hist_of_philosophy_encycl_gricanov.htm архивная версия с сайта yanko.lib.ru])
  - Новейший философский словарь
  - Философский словарь / под ред. И.Т. Фролова. — 4-е. — М.: Политиздат, 1981. — 445 с. в «Электронной библиотеке по философии».
  - Постмодернизм: Энциклопедия / Сост. А. А. Грицанов, М. А. Можейко [yanko.lib.ru/books/encycl/post_mod_encyclop_all.html копия]
  - Ивин А. А., Никифоров А. Л. [yanko.lib.ru/books/dictionary/slovar-po-logike.htm Словарь по логике] — М.: Туманит, ВЛАДОС, 1997. — 384 с. — ISBN 5-691-00099-3.
  - Ильин И. П. [yanko.lib.ru/books/philosoph/ilyin-book.htm Постмодернизм. Словарь терминов] — М.: ИНИОН — INTRADA, 2001.
- Электронные энциклопедии и словари
  - «Национальная философская энциклопедия»
  - Философские словари на сайте «Phenomen.ru: Философия online»
  - Этическая энциклопедия на сайте «Этика: Образовательный ресурсный центр»  (недоступная ссылка с 09-05-2013 [4469 дней])
  - Словарь философов на сайте «Философская антропология»
  - «Antropos»- Энциклопедия Духовной Науки в 7 разделах под ред. Г.Бондарева
  - Энциклопедические статьи Елены Косиловой  (недоступная ссылка с 09-05-2013 [4469 дней])

### Английские
- Meta-Encyclopedia of Philosophy
- Стэнфордская философская энциклопедия
  - Домашняя страница
  - Список статей
- A Dictionary of Philosophical Terms and Names
- Dictionary of Philosophy of Mind
- The Internet Encyclopedia of Philosophy
- Dictionary of Philosophy (Ancient — Medieval — Modern) / Ed. by Dagobert D. Runes. 1942.
- The Catholic Encyclopedia (1913)
- The Ism Book
- Routledge Encyclopedia of Philosophy